# Crieulon
Le Crieulon est un ruisseau de France, dans le département du Gard, dans la région Occitanie, et un affluent du Vidourle.

## Géographie
La longueur de son cours d'eau est de 21,4 km.
Il prend sa source au nord de Durfort-et-Saint-Martin-de-Sossenac, sur la commune de Saint-Félix-de-Pallières, près du lieu-dit Barriel (à 260 m d'altitude), puis il passe à Logrian-Florian. Quelques kilomètres en aval, un barrage a été construit sur son cours pour apaiser ses crues dévastatrices (le barrage de la Rouvière). Enfin, il se jette en rive gauche dans le Vidourle.

## Affluents
- Ruisseau de Vassorgues (4,8 km)
- Ruisseau de Jalagou (2,9 km)
- Ruisseau de Bay (12,2 km)
- Valat Midier (3 km)
- Ruisseau de Courmelle (4 km)

## Divers
Le Crieulon est un cours d'eau saisonnier avec un régime pluvial.
En septembre 2002 son module avant le barrage a atteint le chiffre remarquable de 1 400 m3/s avec surverse par-dessus l'ouvrage...